# Avarua

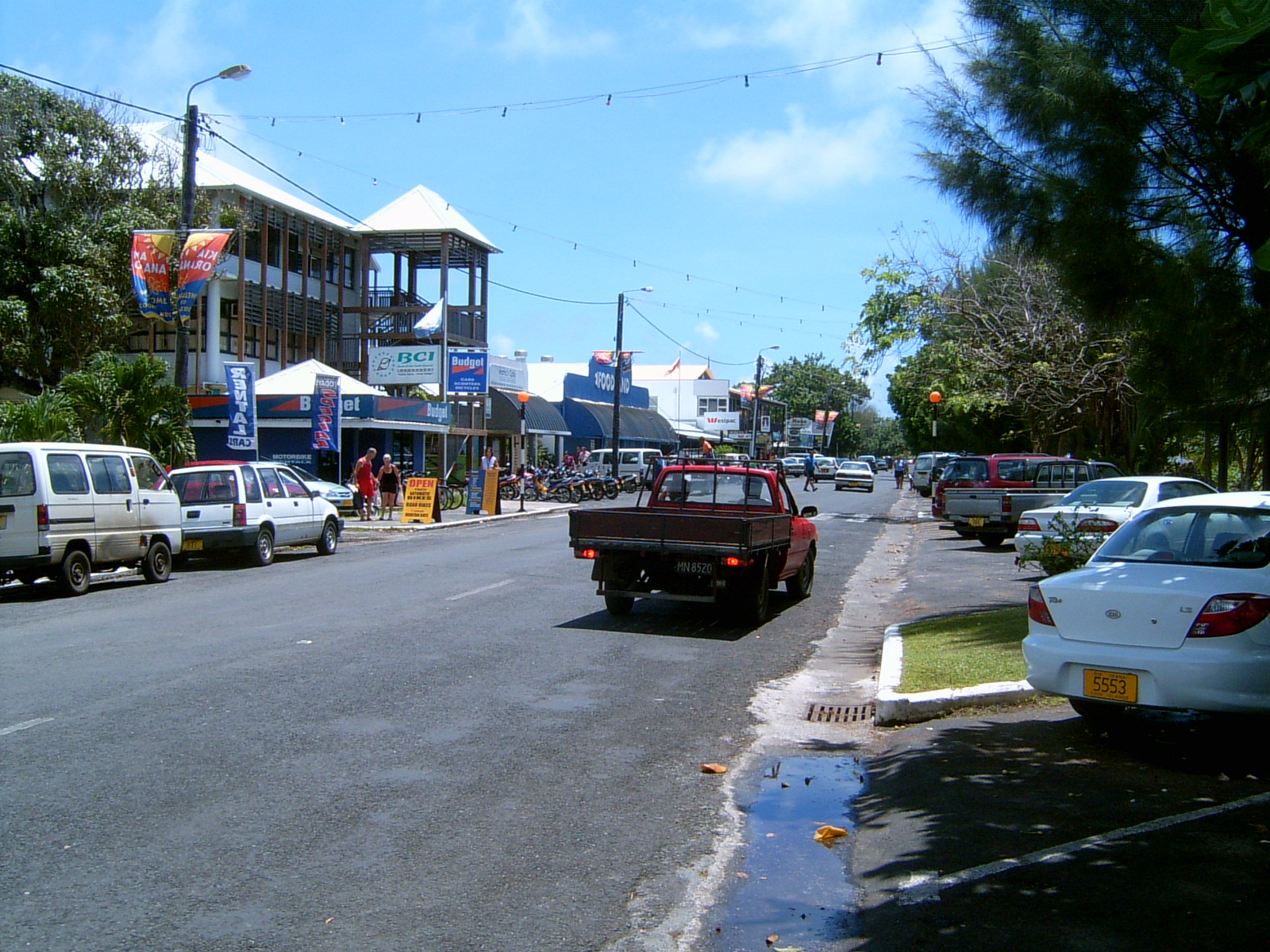
Ara Maire Noi, con phố chính ở Avarua

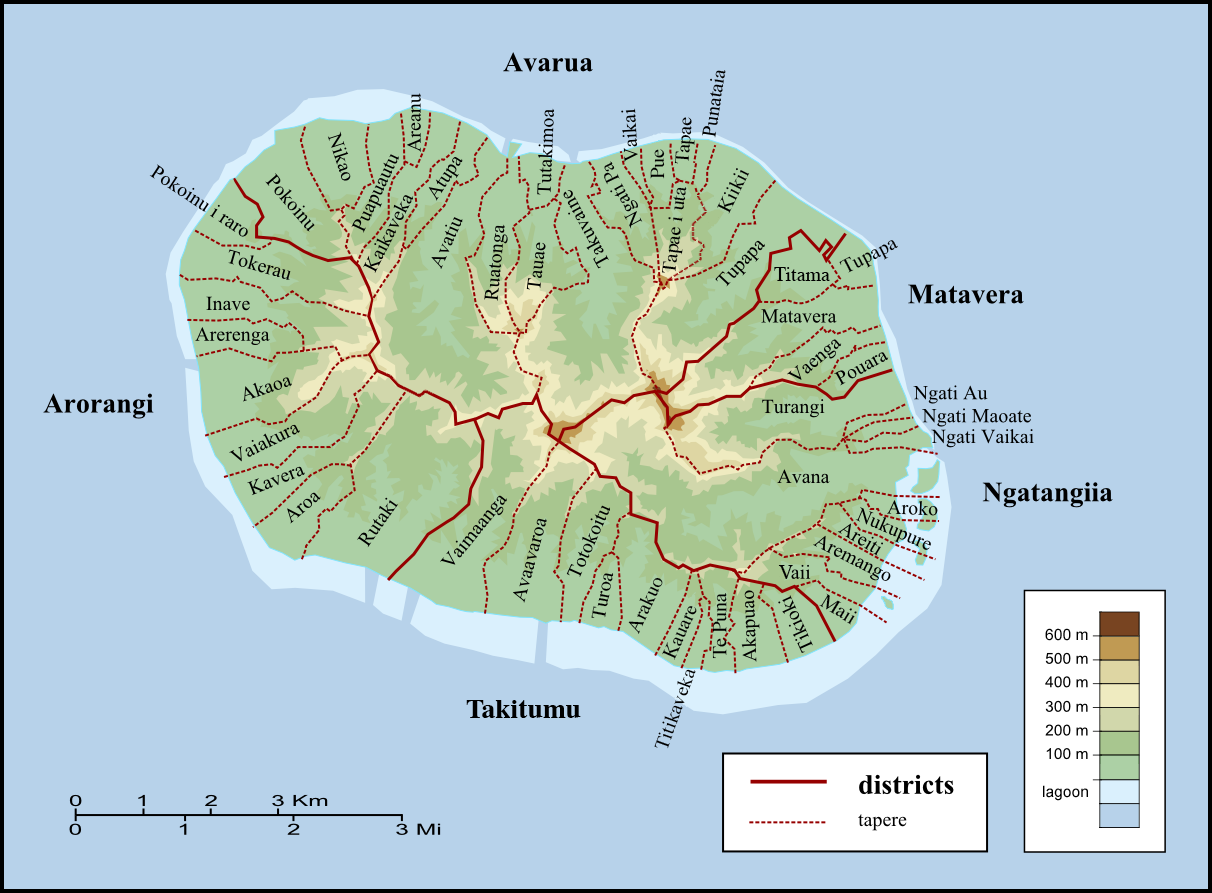
Phân chia hành chính và các đỉnh núi cao ở Rarotonga.

Avarua là một thị trấn ở phía bắc của đảo Rarotonga và là thủ đô của Quần đảo Cook. Nó tương đương với Te-au-Tonga-o, một trong ba vaka (khu vực bộ lạc truyền thống của Rarotonga) và có riêng một chính quyền địa phương đứng đầu là một thị trưởng cho đến khi bị bãi bỏ vào tháng 2/2008.
Khu vực trung tâm gần như song song với mặt biển, bên dưới các đỉnh núi cao chót vót của Rarotonga (độ cao 208 m). Thị trấn có Sân bay Quốc tế Rarotonga. Dân số của Quận Aravua là 5.445(năm 2006). hây hết dân cư làm việc trong các lĩnh vực du lịch, thương mại, đánh cá và nông nghiệp. Một tuyến đường phố chính là Ara Maire Nui.
Avarua được chia thành 18 tapere (54 cho cả Rarotonga) được liệt kê từ tây sang đông:
1. Pokoinu
2. Nikao (trụ sở Quốc hội Quần đảo Cook)
3. Puapuautu
4. Areanu
5. Kaikaveka
6. Atupa
7. Avatiu (thương cảng)
8. Ruatonga
9. Tutakimoa
10. Tauae (tapere duy hhất không giáp biển)
11. Takuvaine (trung tâm thị trấn, trụ sở chính quyền Quần đảo Cook, có cảng cá Aravua)
12. Ngatipa
13. Vaikai
14. Tapae-I-Uta
15. Pue
16. Punamaia
17. Kiikii
18. Tupapa